# UKF Nitra (volleybollklubb)
UKF Nitra är en volleybollklubb knuten till universitet med samma namn, baserad i Nitra, Slovakien. De har ett damlag som ofta tillhör de fem bästa i Extraliga (högsta) serien och har internationellt som bäst nått kvartsfinal i CEV Challenge Cup, vilket de gjorde 2020–2021.